# Maiden Rock (condado de Pierce, Wisconsin)
Maiden Rock es un pueblo ubicado en el condado de Pierce en el estado estadounidense de Wisconsin. En el Censo de 2010 tenía una población de 589 habitantes y una densidad poblacional de 5,17 personas por km².

## Geografía
Maiden Rock se encuentra ubicado en las coordenadas 44°34′8″N 92°14′36″O / 44.56889, -92.24333. Según la Oficina del Censo de los Estados Unidos, Maiden Rock tiene una superficie total de 113.91 km², de la cual 103.12 km² corresponden a tierra firme y (9.47%) 10.79 km² es agua.

## Demografía
Según el censo de 2010, había 589 personas residiendo en Maiden Rock. La densidad de población era de 5,17 hab./km². De los 589 habitantes, Maiden Rock estaba compuesto por el 98.64% blancos, el 0.68% eran afroamericanos, el 0% eran amerindios, el 0.51% eran asiáticos, el 0% eran isleños del Pacífico, el 0% eran de otras razas y el 0.17% pertenecían a dos o más razas. Del total de la población el 0.68% eran hispanos o latinos de cualquier raza.